# Bromolejotisk

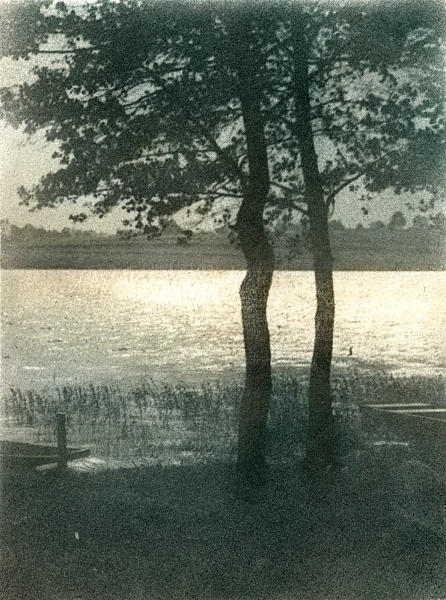
Rybník Jordán v Táboře, Josef Jindřich Šechtl, bromolejotisk, 1920

Bromolejotisk je historický fotografický proces ušlechtilého tisku, který byl velmi populární u piktorialistů v první polovině dvacátého století, ale někteří výtvarní umělci tento postup používají dodnes. Typickou vlastnosti těchto tisků je měkké podání barev.
Bromolejový tisk byl založen na olejotisku, jehož počátky sahají do poloviny devatenáctého století. Nevýhodou olejotisku bylo, že želatina byla příliš pomalá pro to, aby umožňovala použít zvětšení, takže negativ musel mít stejné rozměry jako pozitiv (takzvaný kontaktní tisk).
První článek o procesu olejotisku zveřejnil G. E. H. Rawlins v roce 1904. V roce 1907 popsal E. J. Wall teoreticky, jak by se mohly fotografie zvětšovat na pozitiv založeném na bromidu stříbra. Vyvolaný želatinový pozitiv s fotografickým obrazem se musel vybělit, vytvrdit a teprve potom se mohlo tisknout jako při olejotisku. Když pak Charles Welborne Piper tuto teorii vyzkoušel v praxi, bromolejotiskový proces byl na světě.
V Čechách metodu bromolejotisku používal mezi jinými například Jaroslav Krupka, který se zaměřoval se na krajinářskou fotografii a žánrové snímky Prahy.

## Metoda

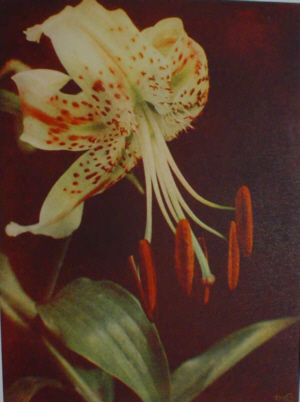
Franz Rontag: Goldbandlilie, 1932, čtyřbarevný bromolejotisk (transfer)

Vyvolaný želatinový pozitiv s fotografickým obrazem se musí vybělit a vytvrdit. Potom se nechá nabobtnat ve vodě a vznikne reliéf na papíře. Želatina, která měla původně nejtmavší tóny, je vytvrzena nejvíce; ve světlých místech se voda vsákne nejvíce. Tento tisk je pak možné napouštět tiskařskou černí (litografickým inkoustem) jako při olejotisku, nebo se mohou olejovými barvami kolorovat. Aplikace barvy vyžaduje značnou zručnost, díky čemuž neexistují dva stejné pozitivy.
Nedostatečné opláchnutí z chromové soli může vést časem k dodatečnému zabarvení pod vlivem světla. Nepravidelná tloušťka želatinové vrstvy může v nepříznivých podmínkách vést k pnutí obrazové vrstvy, což může časem obraz na slabých místech poškodit.
Tato technika byla používána při výrobě barevných tisků ve třicátých letech 20. století ještě před vynálezem barevného filmu.